# Distretto di Huambo (Arequipa)
Il distretto di Huambo è uno dei venti distretti della provincia di Caylloma, in Perù. Si trova nella regione di Arequipa e si estende su una superficie di 705,79 chilometri quadrati.

Istituito il 4 novembre 1889, ha per capitale la città di Huambo; al censimento 2005 contava  949 abitanti.